# Minnesota United FC
A Minnesota United egy amerikai labdarúgócsapat, amelynek székhelye a Minnesota állambeli Saint Paul városában található. A klubot 2015. március 25-én alapították, majd két NASL szezon után, 2017-ben csatlakozott az észak-amerikai első osztályhoz, a Major League Soccer-hez.
Ők a hatodik alsó ligás csapat, amivel az MLS-t bővítették, követve a Seattle Sounders (2009), a Vancouver Whitecaps (2011), a Portland Timbers (2011), a Montréal (2012), és az Orlando City (2015) példáját.

## Történet
A csapat elődje a Minnesota United volt, egészen 2016-ig.
Első mérkőzésük az első osztályban nem sikerült túl jól, hiszen idegenbeli vereséget szenvedtek a Portland Timbers ellen. A 2017. március 3-án, a Providence Parkban lejátszott mérkőzés végeredménye 5-1 lett, ez a legnagyobb vereség, amit egy bővítési csapat elszenvedett a nyitómérkőzésen. A csapat első gólját az MLS-ben Christian Ramirez szerezte ugyanezen a találkozón. Következő héten a sorstárs Atlanta United FC (ők is bővítési csapatként kerültek fel az elsőosztályba 2017-ben) ellen játszották első hazai mérkőzésüket, bár ez sem sikerült sokkal fényesebbre. Érdemes megjegyezni, hogy a negatív rekordokat sorra döntötték meg, hiszen a mérkőzést egy hóvihar tette izgalmasabbá, így a kezdéskor mért -7°C újabb MLS rekordnak számít. A végeredmény 1-6 lett, ezzel a minnesotaiak lettek az első amerikai focicsapat, akik 5 vagy több gólt kaptak egymást követő mérkőzéseken.

## Sikerek
- US Open Cup
  - Döntős (1): 2019

## Játékoskeret
2023. június 10. szerint.
| #  |             | Poszt | Név              |
| -- | ----------- | ----- | ---------------- |
| 1  | USA         | K     | Clint Irwin      |
| 3  | Puerto Rico | V     | Zarek Valentin   |
| 4  | MEX         | V     | Miguel Tapias    |
| 6  | SWE         | V     | Mikael Marqués   |
| 7  | ARG         | CS    | Franco Fragapane |
| 8  | HON         | KP    | Joseph Rosales   |
| 10 | ARG         | KP    | Emanuel Reynoso  |
| 11 | Dél-Korea   | CS    | Dzsong Szangpin  |
| 12 | MLI         | V     | Bakaye Dibassy   |
| 13 | USA         | K     | Eric Dick        |
| 14 | USA         | V     | Brent Kallman    |
| 15 | NZL         | V     | Michael Boxall   |
| 17 | FIN         | KP    | Robin Lod        |

| #  |            | Poszt | Név                  |
| -- | ---------- | ----- | -------------------- |
| 20 | USA        | KP    | Wil Trapp            |
| 21 | RSA        | CS    | Bongokuhle Hlongwane |
| 22 | USA        | V     | Devin Padelford      |
| 23 | USA        | CS    | Cameron Dunbar       |
| 26 | Dél-Szudán | V     | Ryen Jiba            |
| 27 | USA        | V     | DJ Taylor            |
| 28 | COL        | CS    | Ménder García        |
| 31 | USA        | KP    | Hassani Dotson       |
| 33 | HON        | KP    | Kervin Arriaga       |
| 92 | JAM        | V     | Kemar Lawrence       |
| 97 | CAN        | K     | Dayne St. Clair      |
| 99 | USA        | K     | Fred Emmings         |

## Menedzserek
- Adrian Heath (2016. november 29. – 2023. október 6.)
- Sean McAuley (2023. október 6. – 2024. január 5.)
- Cameron Knowles (2024. január 5. – 2024. február 26.)
- Eric Ramsay (2024. február 26. – napjainkig)